# كريستي دوز
كريستي دوز (بالإنجليزية: Christie Dawes) هي منافسة ألعاب القوى أسترالية، ولدت في 3 مايو 1980 في نيوكاسل في أستراليا.

## وصلات خارجية
- كريستي دوز على موقع Paralympic.org (الإنجليزية)
- كريستي دوز على موقع Paralympic.org (الإنجليزية)
- كريستي دوز على موقع IPC.InfostradaSports.com (مؤرشف) (الإنجليزية)
- كريستي دوز على موقع أوليمبيديا (الإنجليزية)
- كريستي دوز على موقع اللجنة الأولمبية الأسترالية (الإنجليزية)
- كريستي دوز على موقع اللجنة البارالمبية الأسترالية (الإنجليزية)
- كريستي دوز على موقع اتحاد ألعاب الكومنولث (مؤرشف) (الإنجليزية)
- كريستي دوز على موقع اتحاد ألعاب الكومنولث (مؤرشف) (الإنجليزية)